# Malcolm Macdonald
Malcolm Ian Macdonald, ou Supermac, como ficou popularmente conhecido durante sua carreira (Fulham, 7 de janeiro de 1950), é um ex-treinador e futebolista inglês que atuava como atacante.

## Carreira
Nascido no bairro de Fulham, Macdonald iniciou sua trajetória no futebol atuando nas categorias infantis do Tonbridge Angels, clube homônimo da cidade localizada no condado de Kent. Inicialmente atuando em posições defensivas, foi quando passou a atuar no ataque que Malcolm despertou interesse dos demais clubes, chegando a ponto de Bobby Robson, em seu primeiro ano como treinador, pagar mil libras para o inexpressivo clube de Kent para Macdonald defender o Fulham, em 1968.
Apesar do alto preço pago pelo atacante à época, ele permaneceu apenas uma temporada no clube do seu bairro natal, tendo anotado cinco tentos nas treze partidas que disputou pelo clube no campeonato nacional, tendo se transferido para o Luton Town. Na nova equipe, mesmo esta estando na terceira divisão, se mostrou um prolífico atacante, marcando 28 vezes ao longo de sua primeira temporada pelo clube. Na temporada seguinte, agora disputando a segunda divisão (o clube conquistou o vice-campeonato na anterior, conseguindo, assim, o acesso), superou sua marca anterior, atando trinta gols ao longo da temporada.
Como consequência por sua atuações, o treinador do Newcastle United na época, Joe Harvey, pagou 180 mil libras por uma transferência de Macdonald para o clube do norte do país. Sua estreia pela nova equipe não podia ser melhor: marcou um hat-trick (três gols) contra o Liverpool. Sua estreia também mostrou como seria sua passagem pelo clube, sendo das cinco temporadas que permaneceu no clube, artilheiro do mesmo nas quatro primeiras, com 30, 25, 28 e 32 gols (este último resultou na artilharia do campeonato), respectivamente.
Durante sua passagem pelo Newcastle, Supermac também recebeu suas oportunidades na Seleção Inglesa, tendo feito sua estreia o País de Gales, em 1972. Entretanto, sua passagem ficaria marcada pela partida ocorrida em 16 de abril de 1975, contra o Chipre. Na partida em questão, Macdonald marcou todos os cinco gols na vitória inglesa por 5 x 0, um recorde que permanece até os dias atuais (à época, os jornais anunciaram a vitória com o título: "Supermac 5 - 0 Chipre"). Malcolm teria marcado apenas mais um gol pela seleção, contra a Alemanha Ocidental, então atual campeã do mundo. Ao todo, marcou seis gols nas catorze partidas que defende o English Team.
Durante o verão europeu de 1976, Supermac acertou sua transferência para o Arsenal pela anormal quantia de 333.333 libras. Suas duas primeiras temporadas no clube foram de estrondoso sucesso, terminando novamente como artilheiro do campeonato, com 29 gols. Entretanto, no início de sua terceira temporada, numa partida contra o Rotherham United, pela Copa da Liga Inglesa, sofreu uma grave lesão. Esta acabaria se tornando a responsável pela precoce aposentadoria do folclórico atacante, apesar do mesmo ter tentanto seguir carreira na Suécia, pelo Djurgårdens, mas após alguns meses e apenas dois gols nas nove partidas que disputou, abandonou a carreira, com apenas 29 anos. Apesar de disputar integralmente apenas duas temporadas (na terceira, disputou apenas quatro partidas), Macdonald foi incluído no Hall da Fama do Arsenal criado por Phil Soar e Martin Tyler em 1986, para comemoração dos 100 anos do clube londrino.
Macdonald também se tornou um jogador folclórico durante sua carreira, por reclamar para si qualquer lance de gol que acontecesse perto dele. Como descrito por Nick Hornby em seu livro, Fever Pitch (conhecido no Brasil como Febre de Bola), numa partida contra o Everton, que terminou com vitória do Arsenal por 3 x 1, disputando a bola com o zagueiro central adversário, que acabou, para sua infelicidade, chegando antes no lance e com um toque conseguido encobrir o goleiro do seu próprio time, que saía do gol para tentar a defesa, marcando gol contra, Supermac saiu comemorando o tento como se fosse seu. Posteriormente, estarrecido com atitude de Malcolm, o jogador do Everton declararia aos jornais que Supermac nem chegou perto de tocar na bola, clamando para si a autoria do gol. Ou, como numa partida contra o Leyton Orient, pelas semifinais da Copa da Inglaterra, quando ele teve dois gols computados para si. Entretanto, em ambos os chutes a bola teria saído para escanteio caso não tivesse acertado um zagueiro adversário (nos dois gols) e acabasse entrando no gol. Também ficou marcado numa partida contra o Manchester United, quando tentou clamar para si a autoria do gol marcado por seu companheiro Frank Stapleton, correndo em direção oposta ao de Stapleton e esperando que o time viesse em sua direção para abraçá-lo, mas sendo ignorado pelos companheiros.
Outro caso popular envolvendo Macdonald está relacionado à final da Copa da Inglaterra de 1978, contra o Ipswich Town; Supermac declarou a impresa como seria a partida e sua participação (assim como fizera a final da mesma competição quando estava no Newcastle, também perdida). Posteriormente, após o Arsenal perder a final por 1 x 0, o The Guardian publicou numa brincadeira de perguntas e respostas: "O que é que é: sempre está na final da Copa da Inglaterra, mas nunca serve para nada?" A resposta correta seria: as fitas do time que perde a final e não são amarradas nas alças do troféu, mas algum torcedor escreveu para o jornal dizendo que era Malcolm Macdonald. Ironicamente, o Arsenal conquistaria o título da Copa na temporada seguinte, quando Malcolm estava fora por conta da lesão no joelho.